# Gouverneur der Freigrafschaft Burgund
Der Gouverneur der Freigrafschaft Burgund (1477–1674), dann der Franche-Comté (1674–1789) war der mit großen Vollmachten ausgestattete Militärkommandant der Region. Die Freigrafschaft erlebte nur vier offizielle Gouverneure, von denen drei Stellvertreter ernannten, da sie nicht in der Freigrafschaft lebten. Diese stellvertretenden Gouverneure nahmen die Vollmachten tatsächlich wahr. Sie wurden im Allgemeinen unter den mächtigsten Herren der Region ausgewählt.
Mit der Eingliederung der Freigrafschaft in Frankreich und dem Ansteigen der königlichen Macht, nahm die ihre Bedeutung kontinuierlich ab, bis nur noch die Repräsentationsfunktion übrig blieb und die letzten Gouverneure dann auch nicht mehr in der Provinz residierten.

## Gouverneure der Freigrafschaft Burgund für die Könige von Spanien (1477–1584)
| Datum | Gouverneur und Generalleutnant                                                   | Wappen | Anmerkungen                                  |
| ----- | -------------------------------------------------------------------------------- | ------ | -------------------------------------------- |
| 1477  | Jean de Chalon (1443–1502), Fürst von Orange                                     |        | Erster Gouverneur der Freigrafschaft Burgund |
| 1502  | Philibert de Chalon (1502–1530), Fürst von Orange.                               |        | Setzte 1510 den ersten Stellvertreter ein    |
| 1537  | René de Chalon (1519–1544), Fürst von Orange                                     |        |                                              |
| 1544  | Guillaume de Nassau (1533–1584), Fürst von Orange, genannt Wilhelm der Schweiger |        |                                              |

## Stellvertretende Gouverneure der Freigrafschaft Burgund (1510–1674)
| Datum | Gouverneur und Generalleutnant                                              | Wappen | Anmerkungen |
| ----- | --------------------------------------------------------------------------- | ------ | --- |
| 1510  | Guillaume IV. de Vergy († 1537), erblicher Marschall von Burgund            |        | Erster stellvertretender Gouverneur der Freigrafschaft Burgund, siehe auch Haus Vergy                                                                   |
| 1537  | Claude I. de Vergy († 1560), Seigneur de Champlitte.                        |        | Sohn von Guillaume IV. de Vergy, Ritter des Ordens vom Goldenen Vlies (Nr. 201)                                                                         |
| 1560  | François de Vergy († 1591), Comte de Champlitte.                            |        | Neffe von Claude I. de Vergy, Ritter des Ordens vom Goldenen Vlies (Nr. 270)                                                                            |
| 1591  | Claude II. de Vergy († 1602), Comte de Champlitte.                          |        | Sohn von François de Vergy, Ritter des Ordens vom Goldenen Vlies (Nr. 292)                                                                              |
| 1602  | Clériadus de Vergy († 1630), Comte de Champlitte.                           |        | Halbbruder von Claude II. de Vergy, Ritter des Ordens vom Goldnen Vlies (Nr. 329)                                                                       |
| 1630  | Ferdinand de Rye (1550–1636)                                                |        | Seit 1586 Erzbischof von Besançon |
| 1636  | Jean-Baptiste de La Baume-Montrevel (1593–1641), 4. Marquis de Saint-Martin |        | Oberkommandierender der Truppen der Freigrafschaft Burgund (1637–1641)                                                                                  |
| 1640  | Claude de Bauffremont († 1660), Baron de Scey                               |        | Oberkommandierender der Truppen der Freigrafschaft Burgund (1642–1660)                                                                                  |
| 1661  | Philippe de La Baume-Saint-Amour (1616–1688), Marquis d'Yennes              |        | |
| 1668  | Charles-Eugène d'Arenberg (1633–1681), Herzog von Arenberg                  |        | Ehemals Generalgouverneur der Niederlande |
| 1671  | Don Gerónimo de Benavente-Quiñones y Hurtado (um 1611–um 1680)              |        | Mit dem Titel Maestre de campo general, Sohn von Gabriel de Benavente-Quiñones y Loaysa und Magdalena Hurtado y Torres                                  |
| 1673  | Don Francisco Gonzales de Alvelda (1595–1682)                               |        | Generalkapitän von Land und Grafschaft Burgund, letzter Gouverneur des Königs von Spanien, Sohn von Antonio Gonzalez de Alvelda und Beatrice de Sevilla |

## Gouverneurs de Franche-Comté (1674–1789)
| Datum | Gouverneur                                                                     | Wappen | Anmerkungen                                          |
| ----- | ------------------------------------------------------------------------------ | ------ | ---------------------------------------------------- |
| 1674  | Jacques Henri de Durfort (1625–1704), Marquis de Duras, 1689 1. Duc de Duras   |        | Erster Gouverneur der Franche-Comté                  |
| 1704  | Camille d'Hostun de La Baume (1652–1728), Duc d’Hostun, Comte de Tallard       |        | Marschall von Frankreich                             |
| 1728  | Marie Joseph d'Hostun de La Baume (1683–1755), Duc d'Hostun, Comte de Tallard. |        |                                                      |
| 1755  | Jean-Baptiste de Durfort (1684–1770), 3. Duc de Duras                          |        | Marschall von Frankreich                             |
| 1770  | Emmanuel-Félicité de Durfort (1715–1789), 4. Duc de Duras                      |        | Pair de France, letzter Gouverneur der Franche-Comté |